# 34187 Tomaino
34187 Tomaino este o planetă minoră (asteroid), cu un diametru de 6,752 km, din centura de asteroizi. A fost descoperită pe 24 august 2000 la Experimental Test Site⁠(d) de Lincoln Near-Earth Asteroid Research. 
Obiectul prezintă o orbită caracterizată de o semiaxă mare de 3,0791815 UAi, o excentricitate de 0,19, o înclinație de 0,82871 ° în raport cu ecliptica.